# Piotr Ilitx Txaikovski
Piotr Ilitx Txaikovski (rus: Петръ Ильичъ Чайковскій)  (Vótkinsk, 25 d'abril de 1840 (Julià) - Carrer Malaya Morskaya, 13, 25 d'octubre de 1893 (Julià)), AFI  [pʲɵtr ɨˈlʲjitɕ tɕɪjˈkofskʲɪj] (?·pàg.), fou un compositor rus del romanticisme. És autor d'algunes de les obres clàssiques més famoses del repertori actual, com ara els ballets El llac dels cignes, El Trencanous i l'Obertura 1812, l'obertura fantasia Romeu i Julieta, el Primer concert per a piano, el Concert per a violí, les simfonies núm. 4, 5 i 6 (també anomenada La Patètica) i l'òpera Ievgueni Oneguin.
Nascut en una família de classe mitjana, l'educació que va rebre Txaikovski estava dirigida a preparar-lo com a funcionari, malgrat la precocitat musical que va mostrar ja des de petit. En contra dels desitjos de la seva família, va decidir seguir una carrera musical i el 1862 va accedir al Conservatori de Sant Petersburg, s'hi graduà el 1865. La formació que va rebre, formal i orientada a l'estil musical occidental, el va apartar del moviment contemporani nacionalista conegut com el Grup dels Cinc, conformat per un grup de joves compositors russos, amb els quals Txaikovski va mantenir una relació professional i d'amistat al llarg de la seva carrera.
Mentre desenvolupava el seu estil, Txaikovski va escriure música en diversos gèneres i formes, incloent-hi la simfonia, l'òpera, el ballet, la música instrumental, la música de cambra i la cançó. Tot i comptar amb diversos èxits, mai va tenir massa confiança o seguretat en si mateix i la seva vida va estar esquitxada per crisis personals i períodes de depressió. Com a factors que potser van contribuir-hi, poden esmentar-se la seva homosexualitat reprimida i la por que es revelés la seva condició, el seu desastrós matrimoni i el sobtat col·lapse de l'única relació duradora que va mantenir en la seva vida adulta: la seva associació de 13 anys amb la rica vídua Nadejda von Meck. Enmig d'aquesta agitada vida personal, la reputació de Txaikovski va augmentar; va rebre honors per part del tsar, va obtenir una pensió vitalícia i va ser lloat a les sales de concerts de tot el món. La seva sobtada mort als 53 anys sol atribuir-se generalment al còlera, però alguns ho atribueixen a un suïcidi.
Tot i ser popular en audiències de tot el món, Txaikovski va rebre de vegades dures crítiques per part de crítics i compositors. No obstant això, la seva reputació com a compositor d'importància és avui dia segura, i ha desaparegut per complet el desdeny amb què els crítics occidentals a principis i mitjans del segle XX catalogaven la seva música com vulgar i mancada de pensament.

## Biografia

### Infantesa

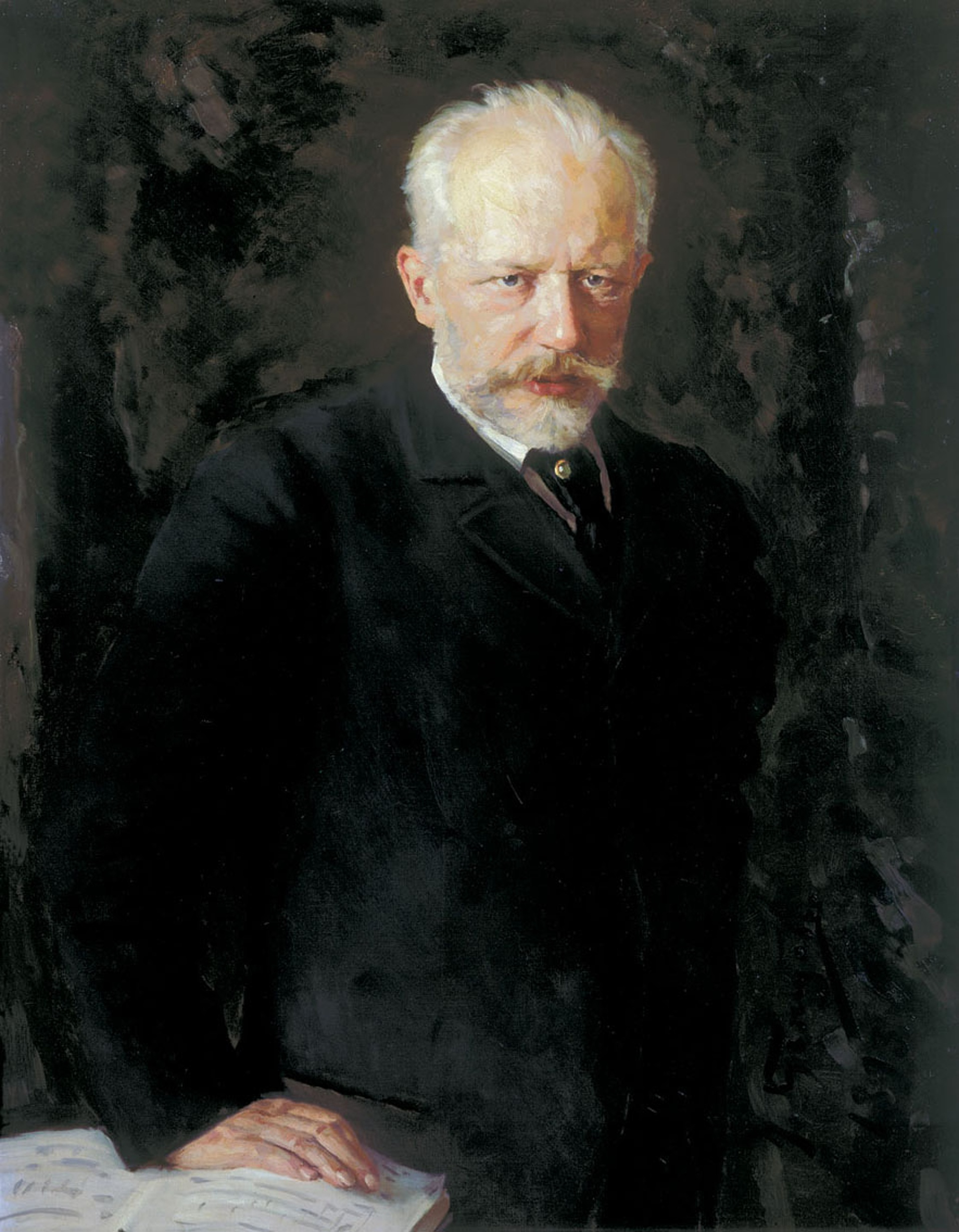
El músic en el cèlebre retrat de N. D. Kuznecov, 1893

Txaikovski va néixer a Vótkinsk, Rússia, una petita ciutat situada en els Urals que anteriorment havia format part de la província de Viatka de l'Imperi rus. Era fill d'un pare enginyer de mines ucraïnès i de la seva segona muller, Aleksandra Andréievna d'Assier, una dona de noble origen francès però nascuda a Sant Petersburg l'any 1812. Entre els seus avantpassats també es poden trobar antecedents polonesos, cosacs i alemanys.
Tercer de set fills del matrimoni: Iekaterina, primogènita, nascuda el 1836 però morta als primers anys de vida, Nikolai, 1838 i – després del compositor– l'estimadíssima germana Aleksandra, 1842, Ippolit, 1843 i finalment els dos bessons, Modest (el seu primer biògraf) i Anatoli, 1850.
Hi havia, a més, una germanastra, Zinaïda, nascuda el 1829, que el pare havia tingut d'un matrimoni anterior.
Aquesta germanastra va tenir un paper "negatiu" en la infantesa de Txaikovski, com ho testimonien diverses biografies, entre les quals cal destacar les de Berbérova i Hofmann.
El lligam amb els germans va ser sempre molt intens, especialment amb Aleksandra i Modest.
Als cinc anys va començar a estudiar piano (després d'un primer intent matern), amb una serva alliberada, Maria Markovna Pàltxikova.
Va ser en aquesta època quan es manifestà la forta inclinació a la música i la gran sensibilitat de l'infant, en tal grau que arribà a preocupar la mateixa institutriu, Fanny Dürbach, com ella mateixa va contar després a Modest.
Els estudis musicals van continuar l'any 1848 amb el pianista Filíppov.
L'any 1850 va assistir amb la mare per primera vegada a un espectacle d'òpera: Una vida pel tsar de Mikhaïl Glinka. Aquesta òpera i el Don Giovanni de Mozart esdevindrien sempre una clau de volta per al compositor.
L'any 1850 va superar l'examen d'admissió a l'Escola de Jurisprudència de Sant Petersburg, en la qual va estudiar durant els següents nou anys i que suposava un destí, el de buròcrata, molt habitual entre els joves de la petita noblesa, a la qual pertanyia (també hi estudiarien els seus germans).
A l'escola de Jurisprudència va obtenir resultats mediocres, però va fer amistats que mantindria al llarg de la seua vida i va prendre contacte també amb algunes debilitats humanes, com ara l'alcohol i el tabac (seria sempre un fumador empedreït i afeccionat a la beguda).
En l'ambient típic de totes les comunitats tancades, on es barrejaven els infants petits amb xicots i adolescents, van tenir lloc les seues primeres experiències homosexuals.
Cal destacar la coneixença que va fer amb el futur poeta Aleksei Apukhtin, que esdevindria una influència cabdal per al jove Txaikovski, com afirma per exemple Berbérova en la seua biografia.
Moltes d'aquestes amistats, independentment del component amorós, van ser importants per a Txaikovski, i hi va trobar suport i exemple.
Durant els anys a l'Escola de Jurisprudència, Piotr Txaikovski va tenir oportunitat de freqüentar tant l'òpera, el ballet i el teatre, admirant les seues famoses estrelles, cosa que li seria d'utilitat en el futur. També hi va rebre lliçons de cant coral (posseïa una bella veu) i va recomençar els estudis de piano sota el guiatge del famós constructor d'instruments Becker.
Als setze anys va escoltar per primera vegada Don Giovanni de Wolfgang Amadeus Mozart, experiència que constituí una absoluta revelació del propi destí musical: «Li dec a Mozart la meua vida dedicada a la música».
Des de 1855 va estudiar piano amb el cèlebre mestre de l'època Rúdolf Vassílievitx Küdinger (1832-1913), estudis que s'allargarien fins a la seua graduació. Una vegada conclosos els estudis, l'any 1859, va començar a treballar al Ministeri de Justícia (dues coses a les quals Txaikovski donava poca importància, tot i que va graduar-se com un dels millors de la seua promoció).
L'últim any a l'Escola de Jurisprudència va ser per a Txaikovski ric i gratificant en l'aspecte de les relacions socials, àmbit en què va obtenir no pocs èxits, fins i tot entre les noies, resultant simpàtic a tothom.

### Compositor emergent
Però una tràgica circumstància, de conseqüències incalculables, va irrompre el juny de 1854: l'adorada mare va morir a causa d'una epidèmia de còlera. Va quedar tan afectat que no va donar la notícia a Fanny Dürbach fins que hagueren transcorregut dos anys. També el pare va caure malalt l'endemà del funeral, però va poder vèncer la mort. El mateix músic escrigué l'any 1878: «Cada moment d'aquell paorós dia es troba vívid en mi com si fos ahir».
Cal destacar ací que el compositor va morir de la mateixa malaltia, perquè en aquella època el còlera era endèmic a Rússia.
El mateix any 1854 va veure la llum la primera obra que Txaikovski va considerar digna de ser conservada: Anastasie-Valse, dedicada a la governanta Anastassia Petrovna (publicada l'any 1913).
Una cançoneta infantil ja havia estat "composta" d'oïda: La nostra mama a Sant Petersburg l'any 1844 i al voltant de 1854 va fantasiejar a compondre una òpera.
L'any 1861, va assistir a classes de teoria musical organitzades per la Societat Musical Russa (SMR) i impartides per Nikolai Zaremba. Un any més tard va seguir Zaremba per entrar al nou Conservatori de Sant Petersburg. Txaikovski no deixaria el seu lloc en el ministeri fins «que no estigués bastant segur que estava destinat a ser músic en comptes de funcionari». Des del 1862 fins al 1865 va estudiar harmonia, contrapunt i fuga amb Zaremba i Anton Rubinstein, director i fundador del conservatori, li va impartir instrumentació i composició. El 1863 va abandonar la carrera de funcionari i es va dedicar a estudiar música a temps complet, i es graduà al desembre del 1865. Rubinstein estava impressionat pel talent musical de Txaikovski, però això no va eliminar els conflictes amb ell com amb Zaremba sobre la seva Primera simfonia, escrita després de la seva graduació, quan la va enviar perquè li donessin una lectura conscienciosa. La simfonia va rebre la seva primera interpretació completa a Moscou al febrer de 1868, on va ser ben rebuda.

### La seva relació amb el Grup dels Cinc
L'orientació de Rubinstein cap a la música occidental va portar l'oposició del grup nacionalista musical conegut com el Grup dels Cinc. En ser l'alumne més conegut de Rubinstein, Txaikovski va ser tractat com un blanc fàcil, especialment com a carn de canó per les crítiques de César Cui. Aquesta actitud va canviar lleugerament quan Rubinstein va abandonar el panorama musical de Sant Petersburg el 1867. L'any 1869 Txaikovski va iniciar una relació laboral amb el compositor Mili Balàkirev, capdavanter dels Cinc. El resultat va ser el reconeixement de la primera obra mestra de Txaikovski, la fantasia obertura Romeu i Julieta, una obra que els Cinc van adoptar incondicionalment. El Conservatori de Moscou va romandre cordial amb ells, però mai va intimar amb la majoria perquè la seva música li semblava ambivalent; les seves metes i l'estil estètic no anaven amb ell. Es va assegurar de mantenir una independència musical d'ells així com de la facció conservadora del Conservatori de Sant Petersburg, una actitud que va facilitar la seva acceptació com a professor del Conservatori de Moscou, ja que li va ser ofert per Nikolai Rubinstein, i on va tenir alumnes com Mikhaïl Mikhàilovich Ivànov.

### Primers viatges i primeres composicions
Txaikovski fou durant tota la seua vida un incansable viatger, no sols per les seues obligacions professionals sinó també per plaer i evasió de la monotonia, o fins i tot per fugir de les situacions o persones «desagradables», sovint acompanyat dels germans o dels amics. No obstant això, els seus periples no estaven exempts de l'enyor de la seua terra, un vagareig que denotava trets d'inquietud emocional. L'any 1861 va fer el seu primer viatge estival a l'estranger, i visità Alemanya, Bèlgica, París i Londres, on va freqüentar òperes i concerts.
Els estudis musicals després de la seua graduació van seguir mentre servia al Ministeri de Justícia, on va treballar durant tres anys amb una certa indolència, cosa que, d'altra banda, li permetia gaudir de la vida mundana, com recorda el seu germà Modest. Però en tornar de l'al·ludit viatge, tot i sense deixar el ministeri, va començar a dedicar-se més intensament a la música; abandonà les activitats que podien interferir-hi.
Havia arribat l'hora dels estudis amb tot el compromís i amb un vertader interès, els estudis musicals que el farien immortal.

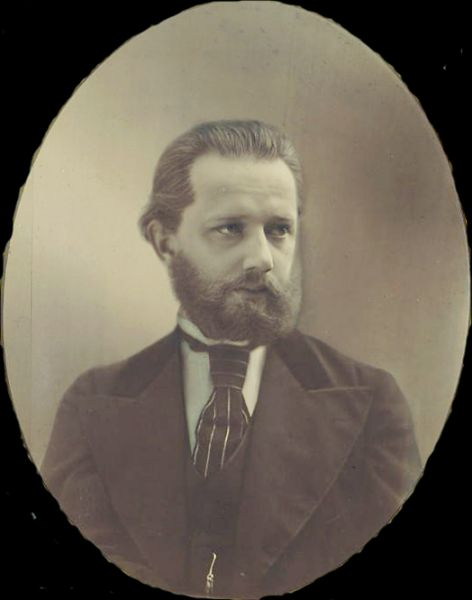
Retrat del compositor, primera meitat de la dècada del 1860

Anteriorment al 1859 a Rússia no hi havia escoles oficials per a l'ensenyament musical, i fins i tot l'«estatus» de músic no era reconegut.
Un jove de l'aristocràcia «havia de» freqüentar l'òpera i els concerts, saber solfeig i, potser, saber tocar o fins i tot compondre «alguna peça», però hom no podia entendre que un gentilhome abraçara la música com a professió.
La major part dels artistes eren estrangers, també en el cas de la música.
Imperaven els italians, tot i que existia també una certa tradició local, però més aviat religiosa i popular.
L'any 1859, per iniciativa del músic Anton Rubinstein (1829-1894) i gràcies al mecenatge de la gran duquessa Elena Pàvlovna (tia del tsar Alexandre II), es va fundar la Societat Musical Russa, transformada posteriorment (1862) en conservatori dirigit pel mateix Rubinstein, amb prestigiosos docents.
Seguint el camí marcat per aquest esdeveniment, l'any 1866 va ser inaugurat també un Conservatori a Moscou, fundat i dirigit pel germà d'Anton Rubinstein, Nikolai.
També l'any 1862, a Sant Petersburg, van començar els cursos de l'Escola Musical Gratuïta, representant del corrent radical i progressista de la música russa, que s'oposava a l'academicisme d'influència alemanya que imperava al Conservatori de Rubinstein, i que estava dirigida per Mili Balàkirev (1837-1910). Va ser al si d'aquesta institució on es va formar el cèlebre Grup dels Cinc.
Al front de les classes de teoria musical del Conservatori de Sant Petersburg es trobava un compositor menor, Nikolai Zaremba (1821-1879): Txaikovski esdevingué alumne seu i va estudiar composició amb Anton Rubinstein i l'any 1863, contra l'opinió de la seua família, va abandonar l'ocupació al ministeri. En aquells anys va compondre diverses peces menors, romances per a cant i piano, peces per a piano sol, un cor (Abans de dormir, originalment a cappella i després revisat amb l'addició d'orquestra) i una obra per a cordes en sol major (Allegro ma non tanto).
L'any 1864 va compondre L'huracà: una obertura en mi menor, op. 76 publicada pòstumament, per al drama homònim d'Aleksandr Ostrovski.
Va dirigir l'orquestra del conservatori l'any 1865 amb ocasió de l'estrena de la seua nova Obertura en fa major per a petita orquestra (primera versió). La direcció orquestral sempre seria per a ell un gran problema, pel seu tarannà tímid, tot i que en la maduresa esdevingué un aplaudit intèrpret de la seua pròpia música, fins i tot a l'estranger.
Abans de graduar-se va rebre una oferta de Nikolai Rubinstein, per suggeriment del seu germà Anton, per fer-se càrrec de l'assignatura de teoria musical al Conservatori de Moscou.
L'any 1866 va concloure els estudis al Conservatori de Sant Petersburg, iniciats l'any 1861. Es diplomà amb l'obra A l'alegria, per a solistes, cor i orquestra, sobre un text de Schiller, tema obligat per a l'ocasió (el mateix text emprat per Ludwig van Beethoven per al final de la seua novena simfonia).
En aquell any va ser nomenat professor de teoria i harmonia, lloc que va ocupar fins al setembre del 1878.
L'any 1866 va compondre, no sense incerteses, la Simfonia núm.1 en sol menor, op. 13, subtitulada Somnis d'hivern, que seria revisada en diverses ocasions (una pràctica bastant habitual del músic). Es tracta d'una obra juvenil, però ja amb trets personals.
L'any següent va estrenar la seua primera òpera: El voivoda, basada en el drama d'Ostrovski.
Va gaudir d'un cert èxit, amb quatre repeticions, però no hi va haver més representacions i l'autor va destruir-ne la partitura, tot i que alguns fragments van sobreviure, inserits a la següent òpera (L'oficial de la guàrdia) i al ballet El llac dels cignes.
L'intens caràcter autocrític de Txaikovski queda ací palès, tant pel que fa a la pràctica de reelaborar les pròpies obres com pel que fa a accions més dràstiques, com ara la destrucció de partitures, encara que de vegades salvara algunes parts i les inserira en altres composicions.
D'aquests anys data l'apropament, prudent, al Grup dels Cinc, tot i que la simpatia envers els seus components van ser diversa: en particular va mostrar una oberta hostilitat vers Modest Mússorgski, mentre que va dedicar la fantasia obertura Romeu i Julieta al fundador del grup, Mili Balàkirev.

### Primers èxits

Txaikovski l'any 1866, professor del Conservatori de Moscou

L'any 1868 va ser el de l'episodi sentimental amb la cantant belga Désirée Artôt: es va parlar de matrimoni, però la cantant va acabar casant-se amb el cèlebre tenor espanyol Mariano Padilla i Ramos. Van continuar sent amics, i es van reveure i escriure. Txaikovski va treure inspiració d'aquest amor platònic, i posteriorment dedicà a la dama les Six Mélodies, op. 65, l'any 1888.
Gradualment va intensificar el treball creatiu. Finalment va optar-hi de ple, amb el consegüent abandó de l'ensenyament al conservatori. Altrament, a partir de l'any 1872 va dedicar-se també a la crítica musical. L'obertura fantasia Romeu i Julieta del 1869, però revisada l'any 1880, és una de les seues millors obres, tant des del punt de vista formal com temàtic. Composta quan Txaikovski no havia complert els 30 anys, hi fa confluir el programa d'inspiració literària (William Shakespeare), amb les pròpies experiències emocionals, particularment, segons molts dels seus biògrafs, l'amor «prohibit» d'aquell moment per un alumne seu al conservatori, Eduard Zak. Aquesta història va tenir, poc després de la composició de l'obra, exactament l'any 1873, un final tràgic: el jove de dinou anys es va suïcidar.
Entre 1870 i 1872, i després de dues temptatives abandonades, va compondre una nova òpera, L'oficial de la guàrdia, i una altra més l'any 1874, Vakula el ferrer, que seria reelaborada l'any 1885 amb el títol de Els botins. Queda, doncs, palès que l'atracció vers la música dramàtica va ser sempre notable en Txaikovski, tot i que els seus títols clau en el gènere són Eugeni Onegin i La dama de piques. Una gran part de la crítica musical sosté que el millor Txaikovski es troba en les òperes, en les tres darreres simfonies i en els ballets.
Txaikovski va compondre la Segona simfonia durant l'estiu de 1872 i va emprendre la composició del seu primer concert per a piano en l'hivern del 1874. Durant l'estiu del 1875, va compondre la Tercera simfonia.
D'altra banda, van veure la llum obres de cambra, amb els tres quartets de corda: l'Opus 11 en re major, 1871, que va cridar l'atenció de Lev Nikolàievitx Tolstoi, l'Op. 22 en fa major, 1874 i l'Op. 30 en mi bemoll menor, 1876.
Als trenta-cinc anys va iniciar-se en un gènere musical generalment subestimat en l'època: la música de ballet, i a aquest deurà posteriorment gran part de la seua fama. L'any 1877 va estrenar al Teatre Bolxoi de Moscou el ballet El llac dels cignes, op. 20, compost durant els dos anys precedents i sorgit durant un dels tants estius passats amb la família de la seua germana i els nebots, un racó de serenitat espiritual al qual el músic va recórrer sovint. Aquesta obra té un gran valor musical, que s'incrementa pel component dramatúrgico-musical; Txaikovski hi fa un ús extensiu del leitmotiv i de les tonalitats, amb una instrumentació especialment acurada.
Entre l'estiu i la tardor de 1876 va compondre la fantasia simfònica op. 32 Francesca da Rimini, una de les seues obres per a gran orquestra més populars.
També l'any 1876 va assistir a una representació de Carmen de Georges Bizet i a l'estrena de la Tetralogia (L'anell del nibelung) de Richard Wagner, trobant-hi, per diferents raons, motius per a l'entusiasme en el primer cas i per a la crítica en el segon; tot i que les seues composicions de l'època són, en certa manera i pel que fa als efectes instrumentals, deutores del músic alemany.
La influència de Carmen es farà notar anys després en la seua òpera La dama de piques.

### La relació amb Nadejda von Meck

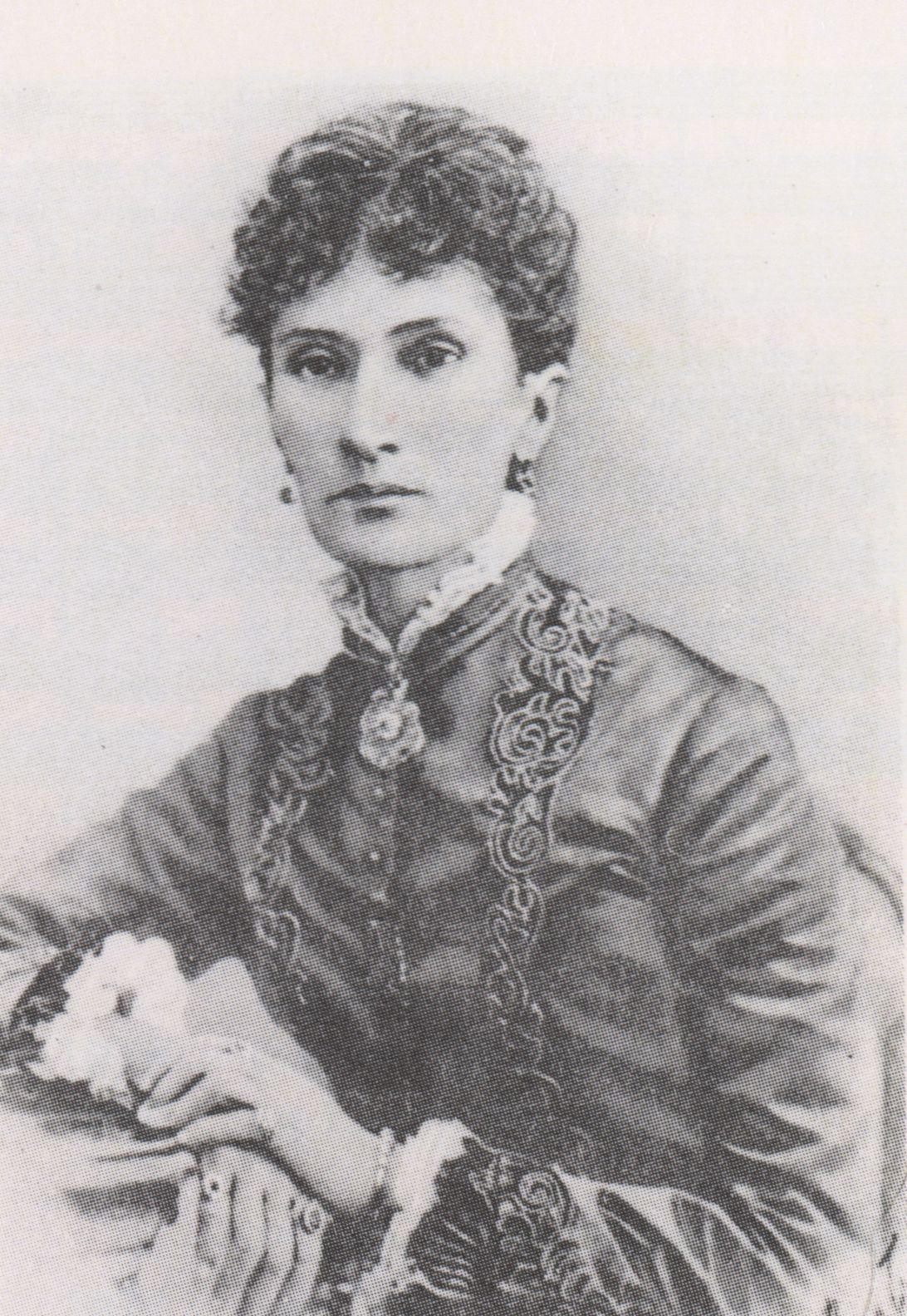
Madame von Meck, la mecenes del compositor

Nadejda Filarètovna von Meck, nascuda l'any 1831 i, per tant, només nou anys més gran que Txaikovski, era una dama russa de classe mitjana que havia obtingut el títol nobiliari pel matrimoni amb Karl von Meck, un enginyer ferroviari originari de la regió bàltica de l'antic imperi.
Es va quedar viuda l'any 1876 i, posseïdora d'una gran fortuna i com a dona intel·ligent i amant de les arts, començà a desenvolupar una activitat com a mecenes sense parangó en la Rússia del seu temps. Arran de la cerca d'un jove violinista que poguera acompanyar-la en el repertori per a piano i violí, va entrar en contacte amb Txaikovski, aleshores professor al conservatori, a qui va començar a encarregar obres. La primera carta de la dama al músic, de 30 de desembre de 1876, diu: «Us pregue que cregueu que amb la vostra música la meua vida ha esdevingut més fàcil i agradable».
És l'inici d'una relació molt particular, feta de confidències i sobreentesos, d'una dependència espiritual recíproca, analitzada fins al cansament pels biògrafs del músic però encara carregada de fascinació. Von Meck esdevingué la principal font d'ingressos del compositor, al qual va assignar una important assignació monetària de 6.000 rubles per any que li lliurava mensualment. Es tractava d'un vertader mecenatge, en el qual s'unien la facilitat de l'acte respecte de la von Meck —atesa la seua immensa riquesa— i la manca d'escrúpols del compositor en acceptar l'ajut i recórrer ben sovint a «madame». Aquest suport va permetre a Txaikovski abandonar el conservatori i dedicar-se completament a la composició.
Ella va ser per a ell una confident privilegiada en virtut d'una fidel correspondència epistolar: entre 1877 i 1890 s'escriviren almenys una vegada al dia, i a voltes més, fins a un total de dotze mil cartes. No obstant això, en un dels aspectes més singulars de la seua relació, mai no es van veure en persona. Von Meck era una dona apassionada, i durant els anys que va durar aquesta inusual relació ho va manifestar clarament, sempre en un vessant «platònic» quan es dirigia a Txaikovski anomenant-lo «tresor meu», «estimat meu» i «senyor i mestre meu». El músic, per la seua banda, es va assegurar sempre de mantenir allunyada aquesta amistat d'un acostament tangible.
La família de Txaikovski i de la von Meck es va unir arran del matrimoni, pactat entre el músic i la seua mecenes, d'un fill de la dama i una filla de la germana de Txaikovski, Alexandra Davídova. D'aquest matrimoni va nàixer Galina N. von Meck (1891-1985), la qual conservà (i escrigué) memòries sobre la família.
De sobte, l'any 1890, von Meck va posar fi a la pensió econòmica de Txaikovski. Els seus problemes de salut havien fet difícil l'acte d'escriure; hi va haver pressions de la seua família i també dificultats econòmiques degudes a la mala gestió del patrimoni familiar per part del seu fill Vladimir. El trencament va ser anunciat a Txaikovski amb una carta lliurada per un fidel criat, en lloc de l'habitual servei postal. Contenia una crida perquè ell no l'oblidara mai, i un pagament d'un any de bestreta, adduint fallida econòmica com a causa.

### Destí

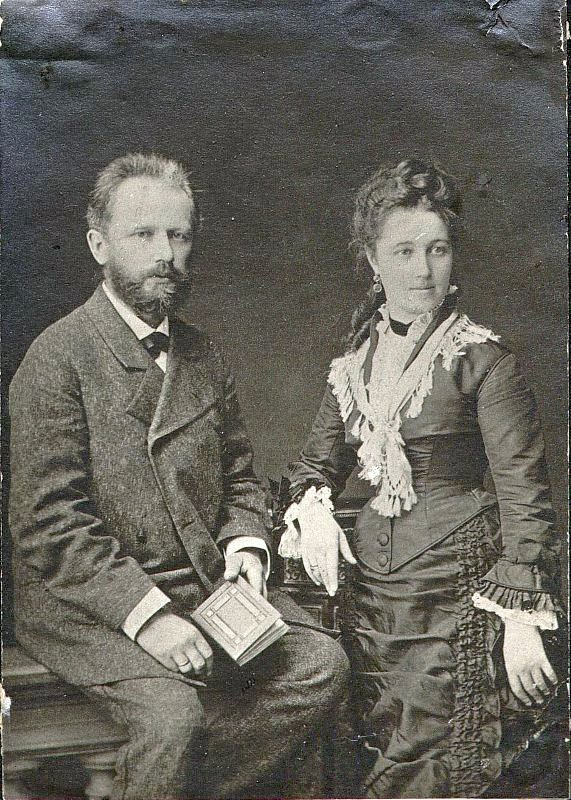
Txaikovski i la seua muller, Antonina Miliukova, l'any 1877

Seriosament convençut que qualsevol esdeveniment, especialment aquells que li estaven destinats a ell, eren conseqüència del Destí —amb majúscules: l'any 1868 ja havia escrit un poema simfònic anomenat Destí— Txaikovski va veure la relació amb von Meck sota aquest prisma, però no sols això: va plasmar aquesta «filosofia vital» en la seua estètica i en obres concretes. El «cicle» de les tres darreres simfonies desenvolupa aquest tema en un discurs tripartit. N'és testimoni evident el cèlebre tema introductori de la seua Quarta simfonia, dedicada «al meu millor amic» —és a dir, la von Meck— a la qual el mateix compositor va explicar: «És la força del destí el que ens impedeix ser feliços.[…] Tota la nostra vida és una successió de penoses realitats i de somnis efímers […] fins que som absorbits pel no-res».
Sota aquestes condicions constitutives de la seua personalitat cal analitzar el segon esdeveniment capital en la vida de Txaikovski. Les circumstàncies, que el músic va considerar òbviament fatals, vulgueren que en aquell moment estiguera començant una de les seues obres líriques fonamentals, Eugeni Onegin, i que la començara exactament en la cèlebre escena de la carta, en la qual la protagonista, Tatiana, expressa els seus patiments amorosos.
En aquells dies, una exalumna, de qui ell se'n recordava poc o gens, Antonina Ivànovna Miliukova, nascuda l'any 1849, li va escriure una carta amb una declaració d'amor. El lligam entre la realitat i l'art, entre la vida i l'ideal, va ser immediat per al músic, tant que tot i no estar massa convençut i contra el parer d'amics i parents va decidir-se per un matrimoni fulminant.
El casament va tenir lloc el 18 de juliol de 1877. El resultat fou desastrós i les conseqüències sobre la psique de Txaikovski van ser devastadores: envaït constantment d'un sentiment de repulsió envers la seua muller es va llançar al riu Moskvà buscant el suïcidi, però no va aconseguir més que agafar un simple refredat.
En recuperar-se físicament va caure en una crisi nerviosa, i va haver de rebre ajut dels familiars, amics i de la mateixa von Meck, que en un principi s'havia mostrat gelosa i que ara en certa manera podia considerar-se satisfeta pel fracàs matrimonial.
L'oportunitat d'un matrimoni —dubtosa medicina per a la pròpia homosexualitat— va ser propiciat en el cas de Txaikovski justament per aquesta condició. Al seu germà Modest, també obertament homosexual, li va escriure a la tardor de 1876 que pensava en el matrimoni més aviat pels seus familiars que per ell mateix, per evitar-los el dolor de suportar els rumors que la societat poguera llançar sobre ell.
Però no són pocs els crítics que han vist en aquest «aïllament», en aquesta «diferència», el fet que va impulsar-lo a compondre una música amerada de vertader pathos.
Antonina va representar una vertadera ferida oberta al llarg de tota la seua vida, fent-se present, després de la separació de fet —el divorci era impossible o almenys inoportú, pels rumors que haguera suscitat— amb peticions de diners i amb amenaces, tot i que després va tenir diversos fills fruit de successives relacions. Ja dèbil de ment, va morir al manicomi l'any 1917.
Recuperat, Txaikovski va escriure agraït a Nadejda von Meck: «D'ací endavant, cada nota que eixirà de la meua ploma serà dedicada a vós!».
Vers 1880, la reputació de Txaikovski es va reforçar considerablement a Rússia, i el seu nom va començar a ser conegut a l'estranger, com ell mateix va poder constatar arran d'un viatge per Europa que va efectuar aquest mateix any. En aquest viatge va recollir importants èxits i va conèixer els grans compositors del seu temps: Johannes Brahms, Antonín Dvořák, etc. Itàlia, país que va visitar, va inspirar-li un grapat d'obres, d'entre les quals destaca el popular Capriccio Italien. La cèlebre Serenata de corda i l'Obertura 1812 també daten de l'any 1880. Un any més tard va morir el seu gran amic Nikolai Rubinstein. Profundament trasbalsat, Txaikovski va compondre el seu superb Trio per a piano, peça dedicada a l'amic mort. De seguida va compondre Manfred (1885), la Cinquena simfonia (1888), el seu segon ballet, La bella dorment (1889), que va ser un gran èxit, així com l'òpera basada en una novel·la curta de Puixkin La dama de piques (1890).
L'any 1890, la seua mecenes Nadejda von Meck va al·legar problemes financers i no va abonar la pensió. Potser la vertadera raó va ser que von Meck s'havia assabentat de l'homosexualitat del compositor; sofrí un profund impacte i trencà bruscament la relació epistolar i el suport econòmic. També és probable que ella desitjara casar una de les seues filles amb el compositor, projecte incompatible amb la sexualitat del músic i que es veia forçada d'abandonar. Aquest episodi va afectar durament Txaikovski.

### Vers la fama

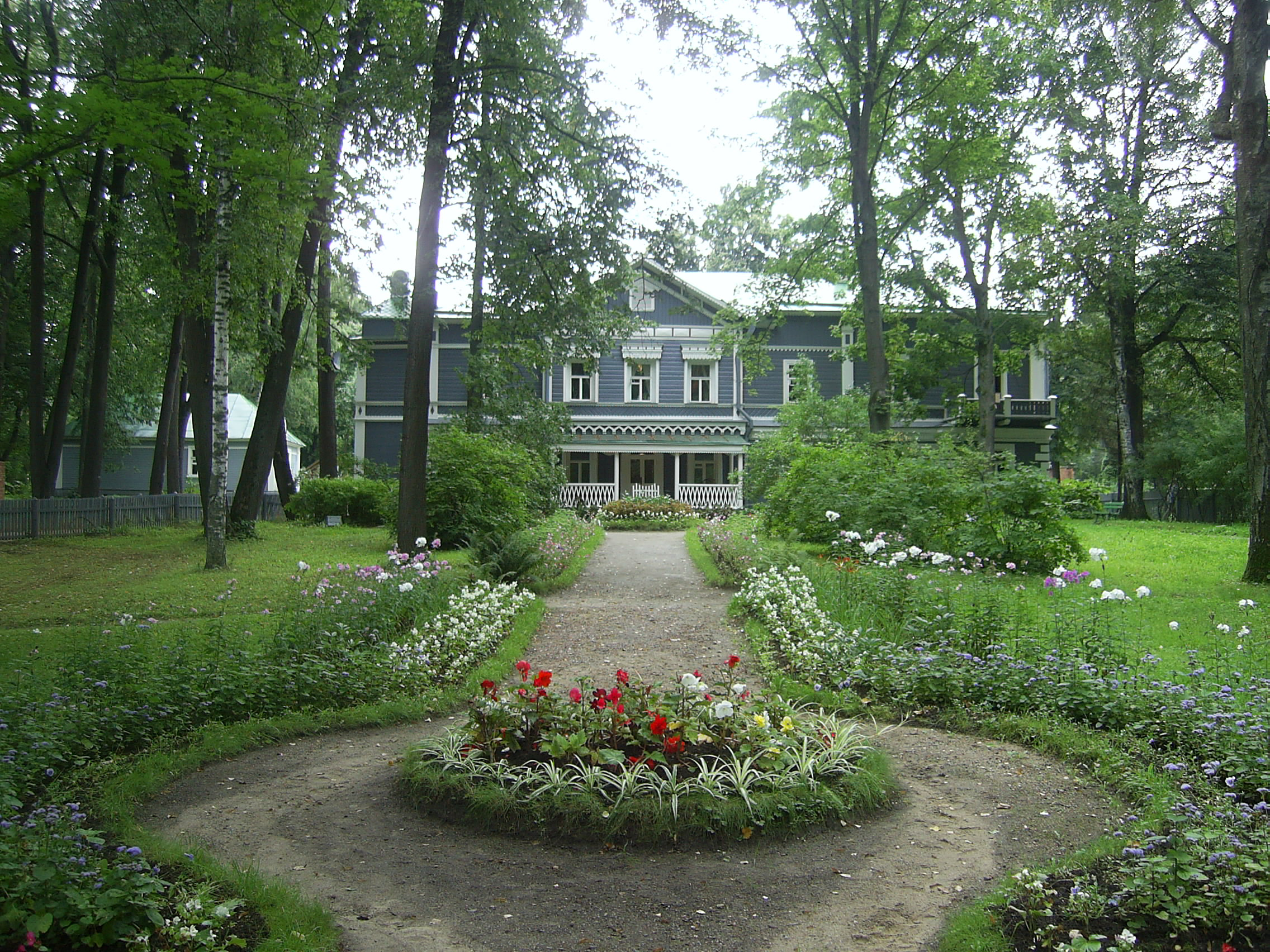
La tercera i última casa del músic, a Klin, any 1892. Avui dia Museu Txaikovski, vegeu: http://www.cbook.ru/tchaikovsky

La conclusió de l'aventura matrimonial i el període de tranquil·litat que va seguir, auspiciat en particular per von Meck i per la seua germana Aleksandra, van propiciar un gradual però constant renaixement espiritual i artístic del compositor.
L'obra composta a partir d'aleshores no sols augmentarà en quantitat, sinó també en qualitat, reeixint tant a Rússia com a l'estranger. Es tracta d'una evolució que de fet no s'interromprà fins a l'ambigua mort del músic, fins al punt que molts estudiosos es mostren d'acord en el fet que si Txailovski haguera sobreviscut més temps hauria compost encara molta música, i hauria aportat solucions innovadores i modernes: la particularitat d'obres com ara La bella dorment, El trencanous, Iolanta i la Sisena simfonia en són testimoni.
Gairebé totes les obres que estrenà a partir d'aquesta època han esdevingut cèlebres. Entre aquestes cal destacar la Simfonia núm. 4 op. 36 i l'òpera Eugeni Onegin, ja esmentades, la Suite núm. 1, en re menor op. 43, mentre que a Florència, invitat per von Meck, en la Itàlia que tant estimava, va compondre una nova òpera: La donzella d'Orleans.
Van seguir el Capriccio Italien iniciat a Roma al gener de 1880, la Serenata de corda en do major i l'Ouverture Solennelle 1812. La seua fama era tan gran que, a la mort de Nikolai Rubinstein l'any 1881, li va ser oferta la direcció del Conservatori de Moscou, càrrec que va rebutjar.
A finals d'aquest any es va estrenar el Concert per a violí i orquestra en re major, op. 35, que va rebre una devastadora crítica d'Eduard Hanslick, però que avui dia és una de les seues obres més populars.
A la memòria de Nikolai Rubinstein va dedicar el Trio en la menor, per a piano, violí i violoncel, op. 50, titulat A la memòria d'un gran artista.
L'any 1882 es va estrenar el Concert per a piano núm. 2 en sol major, op. 44.
Els seus viatges li van permetre conèixer molt del repertori musical contemporani, i de moltes obres va deixar opinió escrita en la seua correspondència, opinions que sorprenen per la seua parcialitat i per un cert conformisme (per exemple, troba tremendament llarga Tristany i Isolda de Richard Wagner, autor del qual sempre trobarà com la més encertada de les obres el Lohengrin).
L'any 1885 va començar triomfalment. Hans von Bülow va dirigir la Suite núm. 3 en sol major amb un èxit aclaparador; a més, els èxits van continuar amb una triomfal representació de l'Eugeni Onegin per al tsar i la seua cort. Pocs mesos abans, Txaikovski havia tingut l'honor d'una audiència personal a la cort, d'una distinció i de l'oportunitat d'escoltar de la boca del mateix tsar que se'l considerava «el músic de la família reial».
Aquest esdeveniment, i la protecció oficial que se'n derivà, van mitigar algunes ferides de l'ànim inquiet de l'artista, sempre a la recerca de confirmacions i reconeixements oficials que pogueren contrarestar la seua perenne insatisfacció existencial. Aleshores Txaikovski va decidir, com a prova tangible de l'èxit aconseguit, comprar una casa de camp, entre Moscou i Sant Petersburg, i l'elecció va caure sobre Maidànovo, a la rodalia de Klin. El músic podrà dir amb orgull: «Quina alegria ser a casa meua... Ara entenc que el meu somni de passar la resta de la meua vida al camp rus no és un capritx passatger, sinó una exigència natural i profunda».

### Últims anys
El gener de 1887 va debutar com a director invitat del Teatre Bolxoi, on va dirigir les tres primeres representacions de la seua òpera Txerevitxki. En el termini d'un any rebia innombrables peticions d'arreu d'Europa i de Rússia, cosa que el va ajudar a vèncer la por escènica que havia arrossegat tota la vida, així com a enfortir la seua autoseguretat. Va escriure a von Meck: «No reconeixeríeu en aquest músic rus que viatja arreu d'Europa l'home que, només fa uns anys, vivia apartat de la vida social, sempre reclòs, ja fora a l'estranger o a casa!!!». L'any 1888 va dirigir l'estrena de la Cinquena simfonia a Sant Petersburg, i la va repetir, en companyia del poema simfònic Hamlet, una setmana després. Ambdues obres van ser rebudes amb vertader entusiasme pel públic, tot i que la crítica s'hi va mostrar hostil: per exemple Cesar Cui va titllar la simfonia de rutinària i falsa. No obstant això, Txaikovski va continuar dirigint aquesta obra a Rússia i a Europa. La direcció orquestral el va portar fins als Estats Units d'Amèrica l'any 1891, on va dirigir la seua Marxa eslava a l'Orquestra de la Societat Musical de Nova York al concert inaugural del Carnegie Hall.
El 1892, es va estrenar el seu tercer ballet, El trencanous, una de les seues partitures més belles, però no va trobar en un primer moment l'acollida que la bellesa de la música hauria pogut fer esperar. Caldrà que passen uns decennis perquè El trencanous obtinga finalment l'èxit que mereixia. Avui dia és un dels ballets més interpretats i més apreciats pel públic. L'any 1893, la Universitat de Cambridge li va atorgar el títol honorari de doctor en música.

### Mort

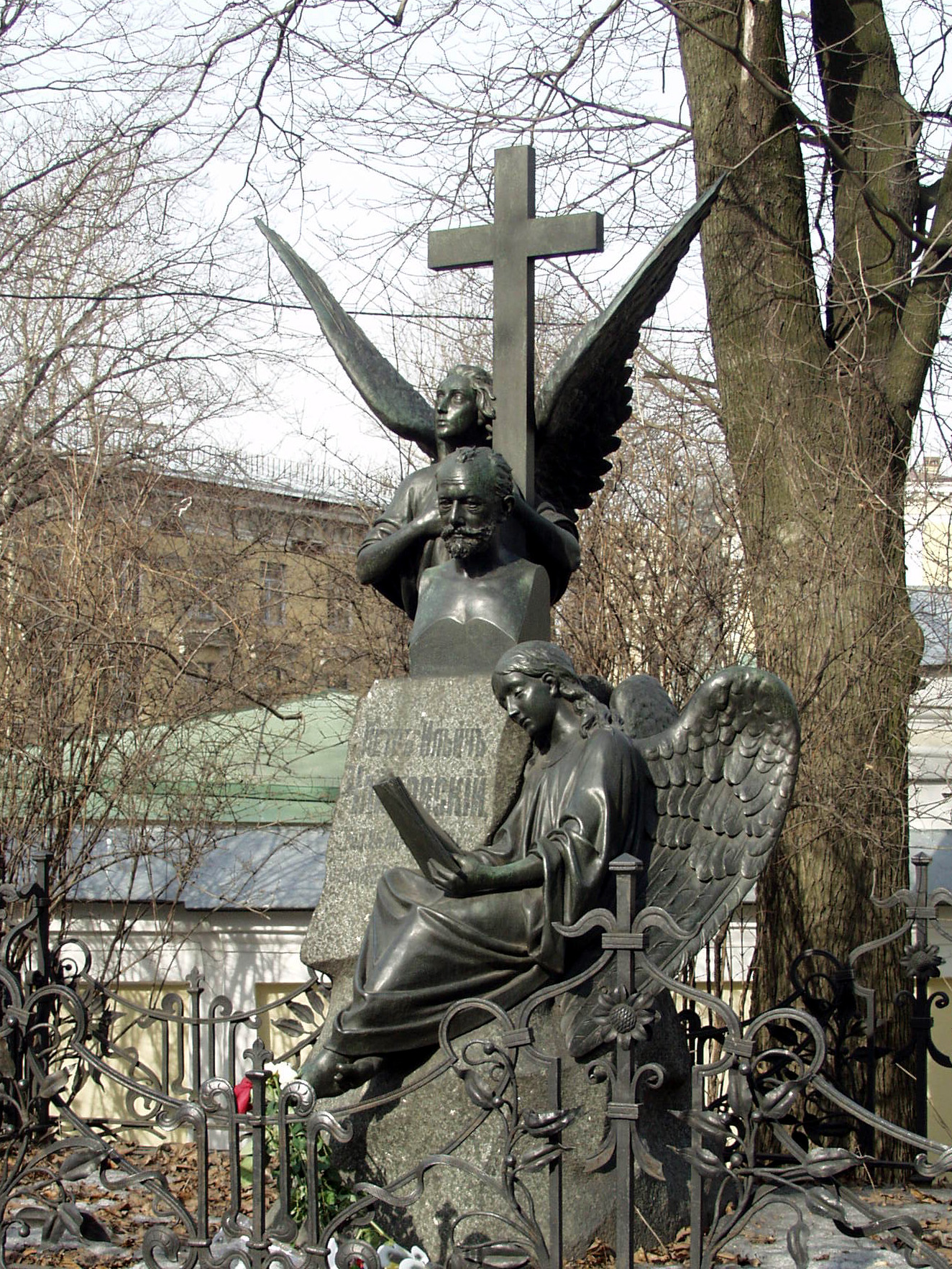
La tomba de Txaikovski al monestir Alexandre Nevski

El 6 de novembre de 1893 a Rússia, nou dies després de l'estrena de la Sisena Simfonia, Patètica, obra en què el compositor s'havia despullat emocionalment, Txaikovski va morir de còlera després d'haver begut aigua del riu Neva sense esterilitzar. No obstant això, recentment s'ha suggerit que arran de la sortida a llum pública de la relació que mantenia amb el nebot d'un noble rus, Txaikovski hauria estat empès al suïcidi. Sigui com sigui, Txaikovski va ser objecte d'uns funerals d'estat als quals van assistir prop de 8.000 persones. Està soterrat al monestir Alexandre Nevski de Sant Petersburg.
Segons les últimes investigacions sobre la seva vida, extretes de documents secrets, Txaikovski va ser obligat a suïcidar-se perquè no es conegués la seva relació homosexual amb un jove noble rus. Juntament amb ell, es va suïcidar un dels seus amants, l'advocat Vladímir Guérard.
En les seves cartes i diaris, Txaikovski va descobrir que havia tingut nombrosos amants masculins. El seu càrrec com a professor del Conservatori de Moscou li va permetre conèixer molts joves, un dels quals, Aleksei Sofrónov, de tan sols 14 anys, passaria a ser el seu amant. Tots dos van viure junts fins que Aleksei es va independitzar com a compositor de ballets. Entre altres amants s'inclou el violinista Kótek, el pianista Sapélnikov i fins i tot el seu nebot Vladímir Davídov, a qui va dedicar la seva Sisena simfonia. Havelock Ellis va anomenar aquesta composició La tragèdia homosexual.
L'obra de Txaikovski és una feliç síntesi de la tradició clàssica occidental i la música russa que contemporàniament al compositor van conrear Modest Mússorgski i el Grup dels Cinc. La seua música és reflex de la seua naturalesa hipersensible i turmentada.
La vida turmentada de Txaikovski inspirà a Ken Russell el film The Music Lovers (1970).

## Obres principals
|  | Consulteu la Llista de composicions de Txaikovski |

### Ballets
- El llac dels cignes, op. 20 (1875-76)
- La bella dorment, op. 66 (1888-89)
- El trencanous, op. 71 (1891-92)

### Simfonies
- Núm. 1 en sol menor (Somnis d'hivern), op. 13 (1866)
- Núm. 2 en do menor (Petita Rússia), op. 17 (1872)
- Núm. 3 en re major (Polonesa), op. 29 (1875) L'única dividida en cinc moviments del compositor. És una de les menys interpretades i enregistrades, juntament amb les dues primeres.
- Núm. 4 en fa menor, op. 36 (1877)
- Manfred, op. 58 (1885)
- Núm. 5 en mi menor, op. 64 (1888)
- Núm. 6 en si menor (Patètica), op. 74 (1893)

### Obertures i altres obres per a orquestra
- L'Orage, op. 76 (1864)
- Obertura en fa major (1865, rev. 1866)
- Obertura solemne sobre l'Himne nacional danès, op. 15 (1866, rev. 1892)
- Fatum, op. 77 (1868)
- Obertura fantasia  Romeu i Julieta (1869, rev. 1870, 1880)
- La tempesta, op. 18 (1873)
- Marxa eslava, op. 31 (1876)
- Francesca da Rimini, op. 32 (1876)
- Capritx italià, op. 45 (1880)
- Serenata de corda, op. 48 (1880)
- Obertura 1812, op. 49 (1880)
- Hamlet, op. 67 (1888)
- El voivoda, op. 78 (1890-91)

### Concerts i peces concertants
- Concert per a piano núm. 1 en si bemoll menor, op. 23 (1874-75, rev. 1879 i 1889)
- Sérénade mélancolique, op. 26 (1875)
- Variacions sobre un tema rococó, op. 33 (1876), per a violoncel i orquestra
- Valse-Scherzo, op. 34 (1877)
- Concert per a violí en re major, op. 35 (1878) en executar-li aquest concert el violinista Michael Zacharewitsch, es feren grans amics
- Concert per a piano núm. 2 en sol major, op. 44 (1879-80)
- Concert fantasia, op. 56 (1884)
- Pezzo Capriccioso, op. 62 (1887)
- Concert per a piano núm. 3 en mi bemoll major, op. 75 (1893)
- Andante & Finale, op. 79 (1893)

### Suites
- Núm. 1 en re menor, op. 43 (1878-1879)
- Núm. 2 en do major, op. 53 (1883)
- Núm. 3 en sol major, op. 55 (1884)
- Núm. 4 en sol major, Mozartiana, op. 61 (1887)

### Música de cambra
- Quartet de corda en si bemoll major (1865)
- Quartet de corda núm. 1 en re major, op. 11 (1871)
- Quartet de corda núm. 2 en fa major, op. 22 (1873-74)
- Quartet de corda núm. 3 en mi bemoll menor, op. 30 (1876)
- Souvenir d'un lieu cher, op. 42 (1878)
- Trio amb piano en la menor, op. 50 (1881-82)
- Souvenir de Florence, op. 70 (1890)

### Peces per a piano
Txaikovski va escriure una centena de peces per a piano, la més cèlebre de les quals és Les estacions.

### Música incidental
- Snegúrotxka, op. 12 (1873)

### Òpera
Txaikovski va compondre deu òperes, entre les quals destaquen Eugeni Oneguin i La dama de piques, que continuen brillant en el repertori líric actual. Les altres òperes, encara que menys (són ben poc representades fora de Rússia), són també interessants. Les més conegudes són:
- Eugeni Oneguin (1878)
- La donzella d'Orleans (1878-79)
- Mazeppa (1881-83)
- La fetillera (1887)
- Les sabatilles (1887)
- La dama de piques, op. 68 (1890)
- Iolanta op. 69 (1891).